# Línea 104 (Corrientes)
La Línea 104 es una línea de transporte urbano de pasajeros de la ciudad de Corrientes, Argentina. El servicio está actualmente operado por la empresa Transporte San Lorenzo S.A. U.T.E. del Grupo ERSA.

## Recorridos

### 104

#### Ramal A
- IDA: Av. Dr. Jorge Manuel Romero desde - Elías Abad - Juan B. Alberdi - Gutnisky - Av. Juan de Garay - Av. Del IV Centenario - Av. Colón - Hernandarias - Guastavino - General Paz - Piragine Niveyro - Lavalle - Héroes Civiles - La Rioja - Av. Juan Torres de Vera - Av. Juan Pujol - Coronel Baibiene - Gobernador López - Juan Bautista Cabral - Vélez Sarsfield.
- VUELTA: Agustín Pedro Justo - Av. Juan Pujol - Paraguay - Carlos Pellegrini - Salta - Rivadavia - Chaco - Av. 3 de Abril - Benjamín De La Vega - Lavalle - Juan B. Alberdi - Av. Dr. Jorge Manuel Romero

#### Ramal B
- IDA: Av. José Ramón Vidal y Argentina - Av. Juan de Garay - Gutnisky - Juan B. Alberdi - Elías Abad - Lavalle - Piragine Niveyro - Av. 3 de Abril - San Luis - Rivadavia - Misiones - Hipólito Yrigoyen.

- VUELTA: España - Carlos Pellegrini - Salta - San Martín - Chaco - Av. 3 de Abril - Benjamín de la Vega - Av. Dr. Jorge Manuel Romero - Elías Abad - Juan B. Alberdi - Gutnisky - Av. Juan de Garay - Av. José Ramón Vidal hasta Argentina.

#### Ramal C
- IDA: Alta Gracia - Av. Paysandú - Dr. Luis Federico Leloir - Igarzabal - Av. Iberá - Av. Paysandú - Rafaela - Taragüi - Av. Del IV Centenario - Pío XII - Av. 3 de Abril - La Rioja - Av. Juan Torres de Vera - Av. Juan Pujol - Gobernador Pampín - Juan Bautista Cabral - Vélez Sarsfield - Av. Gobernador Ruiz - Av. Armenia - Félix de Azara - Rafael Obligado.
- VUELTA: José Tellier - Sgto. A. Sotelo - Zacarías Sánchez - Av. Armenia - Av. Gobernador Ruíz - Santiago del Estero - José María Rolón - Av. Juan Pujol - Santa Fe - Carlos Pellegrini - Salta - Av. 3 de Abril - José Ramón Vidal - Av. Tte. Ibáñez - Av. Del IV Centenario - Av. Iberá - Igarzabal - Argentina - Juan De Dios Gómez - Dr. Luis Federico Leloir - Av. Paysandú - Av. Alta Gracia.

#### Ramal D
- IDA: Cosquín - Av. Paysandú - Rafaela - Av. El Maestro - Av. La Paz - Santa Cruz -  Av. Sarmiento - Teniente Cundom - Vargas Gómez - Av. Teniente Ibáñez - Pío XII - Av. 3 de Abril - La Rioja - Av. Juan Torres de Vera - Av. Juan Pujol - Gobernador Pampín - Juan Bautista Cabral - Vélez Sarsfield - Dr. Felipe Cabral.
- VUELTA: Santiago del Estero - José María Rolón - Av. Juan Pujol - Santa Fe - Carlos Pellegrini - Salta - Av. 3 de Abril - José Ramón Vidal - Av. Teniente Ibáñez - Ciudad de Arequipa.